# 田代三喜

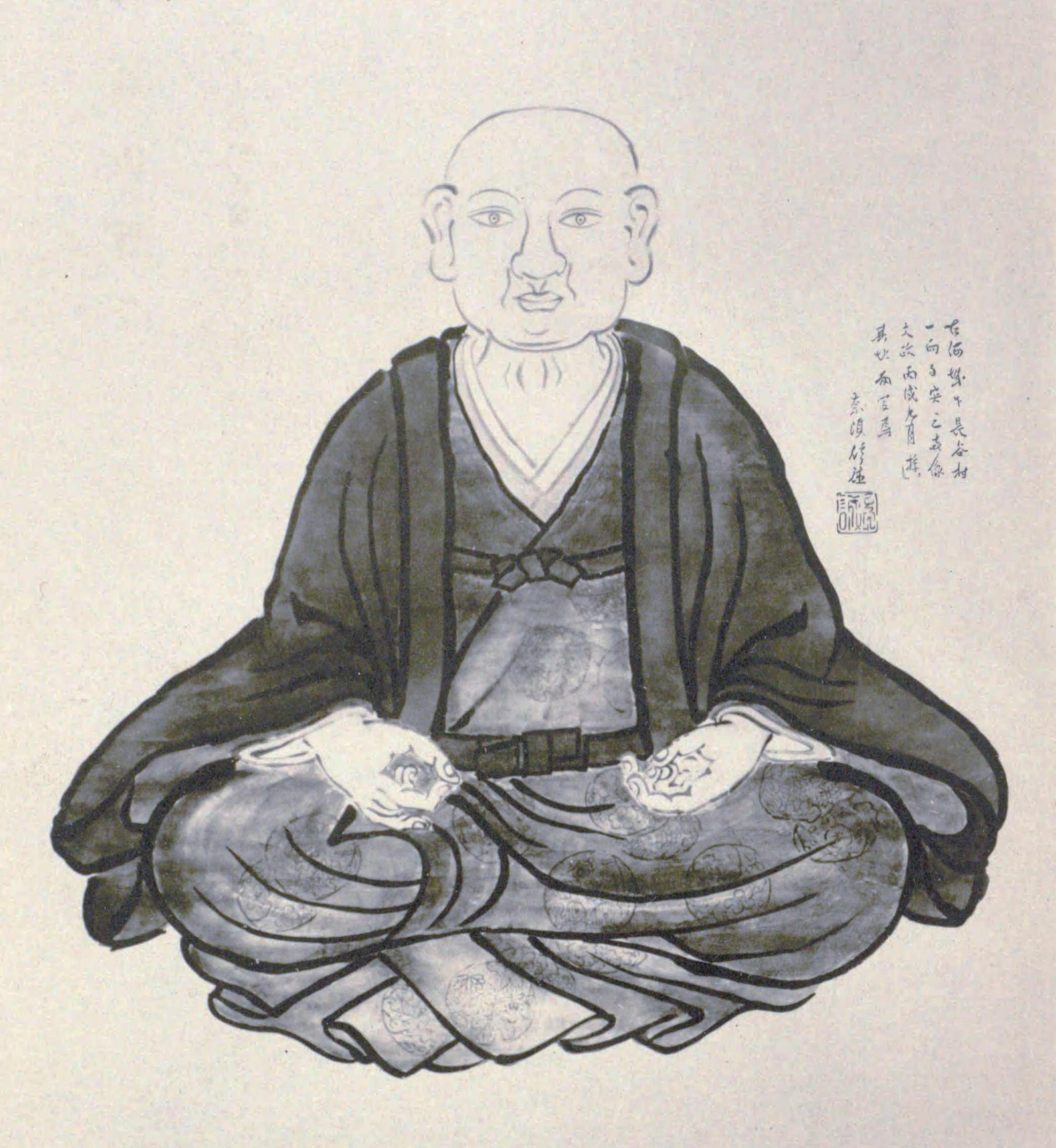
田代三喜像（『医家先哲肖像集』より）

田代 三喜（たしろ さんき、寛正6年4月8日（1465年5月3日） - 天文13年4月15日（1544年5月6日））は、室町・戦国時代の日本の医師。後世派医学の開祖であり、広く医聖と称された。
曲直瀬道三・永田徳本などと並んで日本における中医学の中興の祖である。三喜は通称で、諱は導道、字（あざな）を祖範といった。範翁、廻翁、支山人、意足軒、日玄、善道の多くの号がある。

## 略歴
田代三喜の略伝については、明治22年（1889年）に服部甫菴がまとめた『三喜備考』による説が広く流布している。
三喜は源平時代の武将である田代信綱の8世の孫・田代兼綱の子として、武蔵国川越の西方、越生で生まれる。田代氏は伊豆国の豪族であったが、兼綱の代に武蔵国に移住していたという。文明11年（1479年）鎌倉の妙心寺で僧になる。長享元年（1487年）から明応7年（1498年）、明に渡る。当時大陸では金・元代に李東垣、朱丹渓の流れを汲む当流医学が盛隆を極めており、三喜は僧医月湖に師事しこれらの医学を学んだ。
なお宮本義己は実際の遣明船の派遣年度を精査し、永正3年（1506年）に堺から渡明し、大永4年（1524年）に帰国したとしている。
帰国してしばらくは下野国足利に住し、永正6年（1509年）関東管領（古河公方）足利成氏に招聘されて下総国古河に移る。ここで三喜は成氏の主侍医となり、僧籍を離れ妻を迎える。また同年には猪苗代兼載を治療した事が知られる。
大永4年（1524年）武蔵国に帰る。関東一円を往来して医療を行い多くの庶民を病苦から救って、医聖と仰がれた。「足利の三帰」「古河の三喜」という異称を得ている。
享禄4年（1531年）、当時足利学校に在籍していた曲直瀬道三と佐野市赤見で出会う。三喜は道三をよき後継者とみなして医術を指導した。
三喜は死期近い病床でなお口述を続け、79歳で没す。古河市の永仙院跡には昭和初期に植えられた三喜松と「医聖田代三喜翁供養碑」と刻んだ石碑が建っている。

## 著書
- 『三帰廻翁医書』
- 『三喜直指篇』
- 『三喜流秘伝書』